# Jaroslav Vlček
Jaroslav Vlček (Prága, 1904. július 15. – Prága, 1970. január 25.) cseh nemzetközi labdarúgó-játékvezető.

## Pályafutása

### Nemzetközi játékvezetés
A Csehszlovák labdarúgó-szövetség Játékvezető Bizottsága (JB) 1946-ban terjesztette fel nemzetközi játékvezetőnek, a Nemzetközi Labdarúgó-szövetség (FIFA) bíróinak keretébe. Több nemzetek közötti válogatott és klubmérkőzést vezetett vagy működő társának partbíróként segített. Az aktív nemzetközi játékvezetéstől 1957-ben búcsúzott. Válogatott mérkőzéseinek száma: 20.

## Magyar vonatkozás
| Időpont              | Helyszín                                                              | Mérkőzés típusa          | Mérkőzés                   | Eredmény | Nézők száma |
| -------------------- | --------------------------------------------------------------------- | ------------------------ | -------------------------- | -------- | ----------- |
| 1946. április 14.    | Prater Stadion, Bécs                                                  | 245. válogatott mérkőzés | Ausztria–Magyarország      | 3 : 2    | 60 000      |
| 1948. május 2.       | Prater Stadion, Bécs                                                  | 256. válogatott mérkőzés | Ausztria–Magyarország      | 3 : 2    | 57 000      |
| 1948. szeptember 19. | Wojska Polskiego imienia Marszałka Józefa Piłsudskiego Stadion, Varsó | 260. válogatott mérkőzés | Lengyelország–Magyarország | 2 : 6    | 40 000      |
| 1948. október 3.     | Megyeri úti Stadion, Budapest                                         | 261. válogatott mérkőzés | Magyarország–Ausztria      | 2 : 1    | 30 000      |
| 1948. október 24.    | Köztársasági Stadion, Bukarest                                        | 262. válogatott mérkőzés | Románia–Magyarország       | 1 : 5    | 40 000      |
| 1949. május 8.       | Megyeri úti Stadion, Budapest                                         | 265. válogatott mérkőzés | Magyarország–Ausztria      | 6 : 1    | 50 000      |
| 1949. október 30.    | Megyeri úti Stadion, Budapest                                         | 270. válogatott mérkőzés | Magyarország–Bulgária      | 5 : 0    | 36 000      |
| 1950. november 12.   | Narodna Armiya Stadion, Szófia                                        | 277. válogatott mérkőzés | Bulgária–Magyarország      | 1 : 1    | 30 000      |
| 1951. május 27.      | Megyeri úti Stadion, Budapest                                         | 278. válogatott mérkőzés | Magyarország–Lengyelország | 6 : 0    | 42 000      |
| 1951. november 18.   | Megyeri úti Stadion, Budapest                                         | 280. válogatott mérkőzés | Magyarország–Finnország    | 8 : 0    | 40 000      |